# Flup, Nénesse, Poussette et Cochonnet

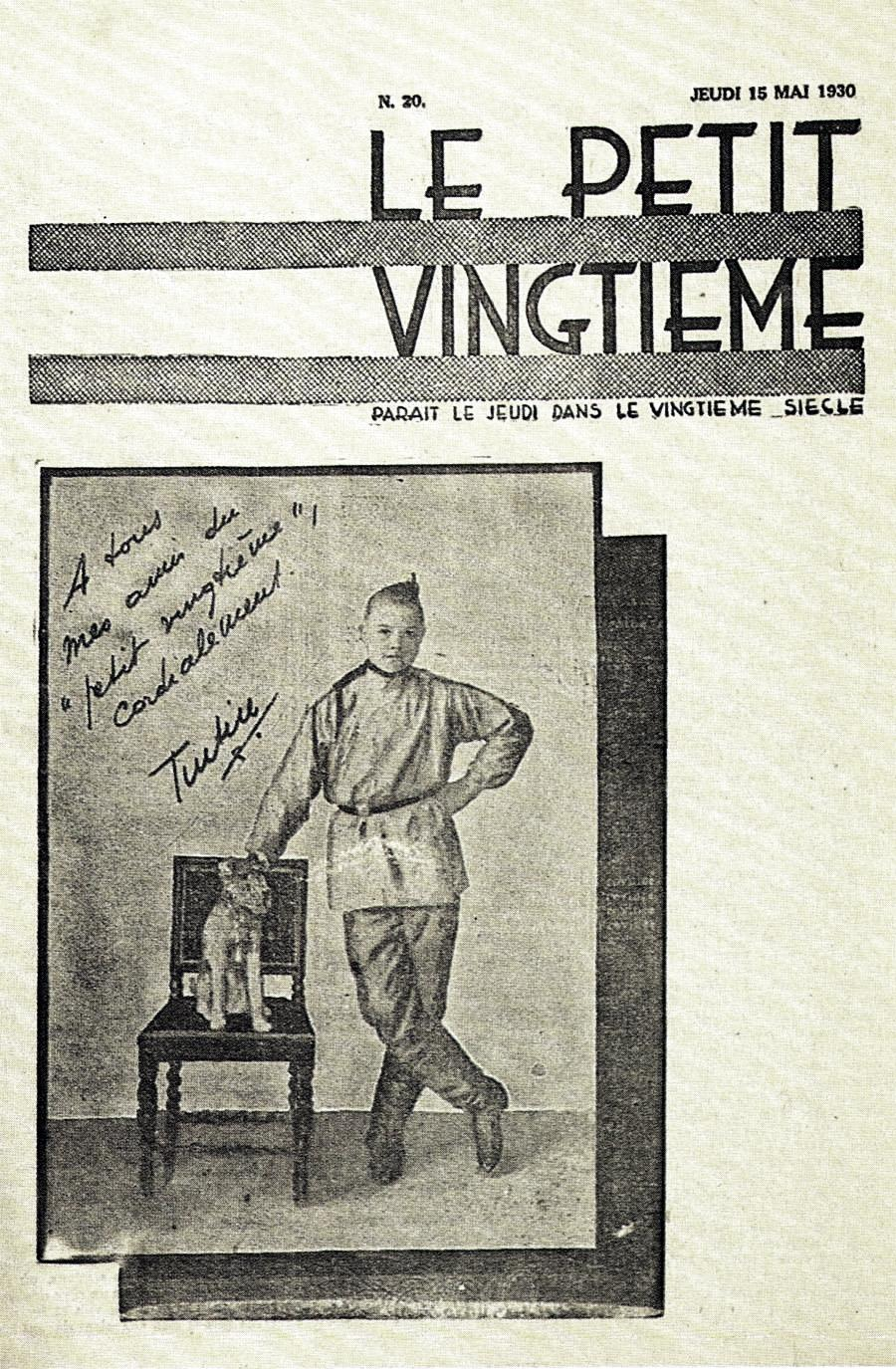
Couverture d'un des premiers numéros du Petit Vingtième.

L'Extraordinaire aventure de Flup, Nénesse, Poussette et Cochonnet est une bande dessinée parue dans Le Petit Vingtième, numéros 1 à 10, en 1928-1929. Ses auteurs en sont Hergé, dont c'est la deuxième œuvre, pour les dessins, et Smettini (dont le vrai nom était en réalité Desmedt) pour le scénario.

## Histoire
Flup et Nénesse sont deux gamins des rues qui ont l'habitude de se battre. Poussette est la petite sœur de Nénesse et possède un cochon gonflable qu'elle a nommé Cochonnet. Ne supportant pas de voir son frère sans cesse mêlé à des bagarres, ce dernier accepte de faire la paix avec Flup. Pour les récompenser, le père de Flup décide de leur construire un très grand cerf-volant. Lorsque les enfants ont enfin l'occasion de tester leur cadeau, celui-ci s'accroche à l'avion « Belgique en avant » à destination du Congo, et ils s'envolent avec lui ! Les aviateurs sont obligés de les abandonner à des « nègres », qui ont en tête l'idée de les manger. Juste avant de les faire cuire, les anthropophages remarquent Cochonnet et excluent de manger les enfants, semblant vouer une sorte d'idolâtrie au cochon. Au bout de quelques jours, les enfants rencontrent un missionnaire venu évangéliser les habitants de ce village, qui apprend leur histoire et les aide à rentrer chez eux. Sur le chemin, ils trouvent une pierre précieuse qui pourront les mettre à l'abri du besoin durant de longues années.

## Contexte d'écriture
Depuis 1925, Georges Remi — qui signe ses illustrations sous le pseudonyme Hergé — est employé au Vingtième Siècle,. Ce journal de Bruxelles, dirigé par l’abbé Norbert Wallez, est résolument catholique et conservateur. Le quotidien se définit d'ailleurs comme un « journal catholique de doctrine et d’information ». Il est surtout proche d'une idéologie fasciste qu'incarne Benito Mussolini en Italie, tenu en haute estime par l'abbé. Hergé travaille dans un premier temps au service des abonnements du quotidien, ce qui consiste principalement à inscrire le nom des nouveaux abonnés sur des formulaires spéciaux et à traiter du courrier,.
À son retour du service militaire en 1927, il rencontre l'abbé Wallez et lui soumet ses dernières productions, notamment les planches des Aventures de Totor, C. P. des Hannetons, publiées dans Le Boy-Scout depuis 1926. Il est alors engagé comme reporter-photographe et dessinateur, et réalise des petits travaux d'illustrations comme des graphiques, des cartes didactiques ou des frises décoratives. Il est bientôt chargé d'illustrer les pages du supplément culturel du quotidien, intitulé Le Vingtième Siècle Artistique et Littéraire, ce dont il profite pour expérimenter de nouveaux instruments et de nouvelles techniques. Il se perfectionne également dans le lettrage et la composition. En parallèle, Hergé accepte la proposition d'illustrer le récit de René Verhaegen, son ancien camarade de l'Institut Saint-Boniface, Une petite araignée voyage, publié dans la rubrique « Le Coin des petits » du quotidien entre le 17 novembre 1927 et le 12 janvier 1928. Les deux hommes poursuivent leur collaboration avec deux autres récits, Popokabaka, l'histoire du voyage d'un souverain d'un petit peuple congolais, qui parait du 1er mars au 26 juillet 1928, puis La Rainette, une histoire publiée du 2 août au 25 octobre de la même année.
Plus tard, l'abbé décide de remplacer la modeste rubrique par un véritable supplément pour la jeunesse, Le Petit Vingtième. Hergé est alors désigné rédacteur en chef de ce périodique, intégré au Vingtième Siècle tous les jeudis (jour de congé pour les écoles belges). Le premier numéro paraît le 1er novembre 1928, dans lequel figure en pages centrales L'Extraordinaire aventure de Flup, Nénesse, Poussette et Cochonnet.

## Analyse
Il s'agit de la seconde œuvre d'Hergé, alors que la publication de Totor, C. P. des Hannetons dans Le Boy-Scout belge n'est pas encore terminée. Cette bande dessinée a été créée pour les dix premiers numéros du Petit Vingtième, un supplément pour la jeunesse du Vingtième Siècle, et sans doute dans l'urgence, vu que le scénariste est... un rédacteur sportif du journal !
Non seulement le scénario de Smettini est véritablement de l'amateurisme, mais en plus le manque d'envie et d'expérience d'Hergé rejaillit sur les graphismes de cette bande dessinée. Voici l'avis de Benoît Peeters sur cette œuvre :

« L'Extraordinaire aventure de Flup, Nénesse, Poussette et Cochonnet n'avait en réalité rien que de très banal. Le texte [...] était d'une niaiserie absolue et le scénario, racontant la grotesque odyssée de trois enfants et de leur cochon gonflable (!) au milieu des négrillons, était d'une désespérante platitude. Quant aux dessins d'Hergé, du reste non signés, ils étaient aussi maladroits que visiblement bâclés. »

Il continue en disant que selon lui, c'est par désintérêt pour son histoire, et non par manque de talent, que Hergé aurait ainsi totalement bâclé la bande dessinée, et que c'est pour éviter que cela ne se reproduise qu'il a créé, dès le numéro suivant, la série qui va le rendre célèbre : Les Aventures de Tintin.